# Шевченко (Адыгея)
Шевченко — хутор в Теучежском муниципальном районе Республики Адыгея России.
Входит в состав Габукайского сельского поселения.

## Население
| 1926 | 2002 | 2010 | 2013 | 2014 | 2015 | 2016 |
| ---- | ---- | ---- | ---- | ---- | ---- | ---- |
| 268  | ↗687 | ↘618 | ↗640 | ↗658 | ↗671 | ↘652 |
| 2017 | 2018 | 2019 | 2020 | 2021 | 2023 | 2024 |
| ↗660 | ↘649 | ↘636 | ↘622 | ↗635 | ↗649 | ↗671 |

По данным Всероссийской переписи 2021 года:
| Народ               | Численность, чел. | Доля от всего населения, % |
| ------------------- | ----------------- | -------------------------- |
| русские             | 377               | 59,37 %                    |
| азербайджанцы       | 114               | 17,95 %                    |
| адыги (черкесы)     | 80                | 12,60 %                    |
| армяне              | 37                | 5,83 %                     |
| другие / не указано | 27                | 4,25 %                     |
| всего               | 635               | 100,0 %                    |

## География

### Улицы
- 60 лет Октября,
- Дружбы,
- Дружбы переулок,
- Красная,
- Ленина,
- Мира,
- Советская,
- Шовгенова.